# Vlorski distrikt
Vlorski distrikt (albanski: Rrethi i Vlorës) je jedan od 36 distrikata u Albaniji, dio Vlorskoga okruga. Po procjeni iz 2004. ima oko 147.000 stanovnika, a pokriva područje od 1609 km². 
Nalazi se na jugu države, a sjedište mu je grad Vlora (Valona). Distrikt se sastoji od sljedećih općina:
- Armen
- Brataj
- Himarë
- Horë-Vranisht
- Kotë
- Novoselë
- Orikum
- Qendër
- Selenicë
- Sevaster
- Shushicë
- Vllahinë
- Vlora